# 老的 (哈丹子)
老的（13世纪？—1292年），元朝宗室，成吉思汗三弟合赤溫曾孙，按赤台的孙子，哈丹（哈丹秃鲁干）的儿子。
至元二十四年（1287年），哈丹和斡赤斤后王乃颜反叛元世祖忽必烈。乃颜失败后，哈丹和老的父子逃到高丽。至元二十八年（1291年），彻里帖木儿帅军入高丽，与老的在鸭绿江上交战，失利。忽必烈命乃蛮台、薛阇干代为主帅，以伯帖木儿为先锋。元军获胜，哈丹父子兵溃突围而走，北逃至今俄罗斯滨海边疆区一带。至元二十九年（1292年）哈丹又过海南袭高丽。塔出与博羅歡追讨，将老的阵斩，哈丹赴水自杀。